# تطابق مزاجي
التطابق المزاجي، هو حالة الانسجام بين الحالة العاطفية للفرد من جهة والمواقف أو الظروف الأشمل التي يمر بها من جهة أخرى. وفي المقابل، يحدث التناقض المزاجي عندما تتعارض ردود أفعال الفرد أو حالته العاطفية مع المواقف التي يمر بها. قد تكون الهلوسة أو الأوهام في حالة الذهان متطابقةً مع الحالة المزاجية أو متناقضةً معها (مثل الشعور بالعجز، أو الذنب، أو انعدام القيمة خلال اختبار نوبة اكتئابية لدى المصابين باضطراب ثنائي القطب).

## نبذة عامة وأبرز المنظرين
يختلف التطابق المزاجي عن الذاكرة المتعمدة على الحالة المزاجية (أو الذاكرة المرتبطة بالحالة)، إذ لا يستطيع المرء وضع افتراضات دقيقة حول الحالة العاطفية للذاكرة أثناء عملية التشفير. وبالتالي، لا تعتمد الذكرى التي يجري استدعائها على الحالة الوجدانية أثناء عملية التشفير. يتجسد الفرق الرئيسي الآخر بين التطابق المزاجي والذاكرة المرتبطة بالحالة في إمكانية تذكر العديد من الذكريات أثناء اختبار حالات مزاجية معينة تنطوي على سياقات وإشارات من شأنها أن تسترجع ذكرى واحدة معينة أو لا.

### غوردون باور
وضح غوردون باور مثالًا على ما سبق من خلال نظرية الشبكة الترابطية لتأثيرات الشعور. تشرح نظرية باور الروابط المتعددة لتطابق الذاكرة ضمن نموذج يتضمن عقدًا من شبكة الذاكرة الدلالية. تصف نظرية الشبكة الترابطية لتأثيرات الشعور كيفية ارتباط المشاعر بالعديد من الكلمات المختلفة التي تمثل شعورًا معينًا ومعانٍ مختلفة بالنسبة لأشخاص مختلفين. تُحفّز العقد التي تمثل مشاعر معينة عن طريق الكلمات التي تستدعي تلك المشاعر، كما هو الحال مع شبكات الذاكرة الدلالية. على سبيل المثال، يمكن لكلمة «كلب» أن تثير عقدًا عاطفيةً مختلفةً تمثل سلاسل كلمات مختلفة وارتباطات حقيقية بناءً على التجارب الفردية المختلفة. سيتفاعل الفرد الذي لم يختبر سوى تواصلًا إيجابيًا مع كلمة «كلب» مع العقد العاطفية التي تمثل معانٍ إيجابية، مثل كلب = حيوان أليف = السعادة في مرحلة الطفولة.
وبالتالي، وضحت نظرية باور أن الأمر لا يرتبط بالعلاقة بين كلمات معينة وأخرى ذات تأثيرات مشابهة وحسب، بل أكدت على امتلاك المشاعر في حد ذاتها لعقد تمثيلية خاصة بها تختلف عن طبيعتها الوجدانية ضمن شبكة الذاكرة الدلالية. يفسر وجود العقد العاطفية المميزة كيفية وإمكانية استحضار العديد من الدلالات الإيجابية أو السلبية من الذاكرة عند وجود محفزات مكافئة إيجابية أو سلبية. تتوضح أهمية الارتباطات الإيجابية أو السلبية ومعانيها الممثلة ضمن شبكات الذاكرة الدلالية للأشخاص الذين يعانون من تأثيرات تطابق الذاكرة في الدراسات المتعددة التي تناولت مسألة ترابط الكلمات، إذ استخدمت هذه الدراسات المنهجية الشائعة في جمع العينات من الأفراد الذين يمثلون حالات وجدانية إيجابية وسلبية ومحايدة، ثم بحثت في الكلمات التي يستذكرونها مرارًا وتكرارًا عندما يُعرض عليهم كلمات ذات دلالات إيجابية وسلبية.